# Cladonematidae
Cladonematidae é uma família de cnidários hidrozoários da ordem Anthomedusae, subordem Capitata.

## Géneros
- Cladonema Dujardin, 1843
- Dendronema Haeckel, 1879